# Dominik Máthé
Dominik Máthé (ur. 1 kwietnia 1999) – węgierski piłkarz ręczny, grający na pozycji prawego rozgrywającego we francuskim Paris Saint-Germain Handball.
Od sezonu 2024/25 będzie reprezentował barwy Vive Kielce.

## Kariera sportowa
Reprezentował Węgry na Mistrzostwach Świata w Piłce Ręcznej Mężczyzn 2019 i Mistrzostwach Świata w Piłce Ręcznej Mężczyzn 2021.